# Суму-Ель
Суму-Ель — цар Ларси, Шумеру й Аккада.

## Правління
Суму-Ель провадив активну завойовницьку політику. Вже 1892 року до н. е. він зруйнував місто Аксум і завдав поразку армії Казаллу. Наступного року він розбив армію Урука. 1884 року до н. е. він розгромив війська міста Кіш. 1881 року Суму-Ель знову завдав нищівної поразки Казаллу та їхньому царю, а наступного року захопив важливе у стратегічному сенсі містечко Нанна-іша. За два роки до своєї смерті Суму-Ель навіть зумів заволодіти Ніппуром. Також джерела згадують захоплення та руйнування міста Умма.
За часів правління Суму-Еля царство Ларси сягнуло найбільшої могутності. Суму-Ель став першим (і єдиним до Рім-Сіна) обожненим правителем Ларси. Можливо, таке нововведення якимось чином було пов'язано з захопленням Ніппура у передостанній рік його царювання. Однак, надалі Ніппур, до самого правління Рім-Сіна, переходив з рук у руки, ставши основною причиною війн між Ларсою й Ісіною.